# 무당거미
무당거미(학명: Trichonephila clavata)는 거미목의 무당거미과, 무당거미속에 속하는 거미이다. 여름에서 가을에 걸쳐 큰 그물을 치는 가장 눈에 띄는 거미다. 큰 그물을 치는 거미 중에서 호랑거미와 함께 잘 알려진 거미다. 호랑거미와 혼동되는 경우가 많지만 생물학적으로 다소 먼 관계이다. 호랑거미보다 훨씬 크고 복잡한 거미줄을 치며 거미줄은 눈에 잘 띄는 노란색을 띈다.

## 형태
암컷과 수컷의 차이가 크고 성체의 몸길이는 암컷이 17~30mm인 반면 수컷은 6~13mm로 암컷의 절반 이하이다. 모양은 비슷하고 복부는 좁은 타원형이며 다리는 가늘고 길다. 성숙한 암컷의 복부에는 폭 넓은 노란색과 녹색, 파란색의 가로 줄무늬가 있는 것이 특징이며 복부 아래쪽에 선명한 붉은색 무늬가 있다. 그러나 성숙 직전까지는 수컷과 같은 얼룩 무늬가 보인다. 수컷은 암컷보다 작고, 색깔도 갈색을 띄는 노란색으로 짙은 세로줄이 섞인 복잡한 무늬가 있다. 다리는 어두운 갈색에 황색 띠가 들어간다. 유체와 준성체는 복잡한 얼룩 무늬가 있다.

## 생태
봄에 부화하고 수컷은 7회, 암컷은 8회 정도로 탈피를 반복하여 성체가 된다. 성숙기는 9~10월경으로 이 시기에 교미가 이루어진다. 짝짓기는 암컷 탈피 직후나 식사중에 진행된다. 이것은 짝짓기 시에 암컷이 수컷을 먹어버리는 위험이 있기 때문에 그런 것으로 보인다. 암컷은 10~11월경에 나무나 건물 등에 흰색 알집을 만들어 알을 낳고 죽는다. 유체는 알에서 겨울을 나고 봄에 부화하고 집단 생활을 보낸 뒤 실을 타고 날아가 흩어진다.
지면에 수직이고 원형인 거미줄을 치고 그 구조는 특별하고 복잡하다. 거미는 그물의 중앙에 머무른다. 거미줄을 새로 짓는 것은 자주 하지 않고 망가진 부분만을 부분적으로 보수하여 사용한다.
시력이 별로 좋지 않기 때문에 거미줄 끝에서 전해지는 진동으로 주변 상황을 파악하지만, 커다란 먹이를 사냥할 때는 어느 정도 시각을 활용한다. 거미줄의 어느 부분에 먹이가 걸렸는지 시각적으로 판별하기 어렵기 때문에, 거미줄을 다리로 진동시켜 그 반응으로 먹이의 위치를 확인한다. 거미는 먹이로 접근한 뒤 먹이를 독 등으로 마비시킨 후 실로 감아 질식시키고 둥지의 한쪽에 매달아 놓고 수일에 걸쳐 섭취한다. 모기는 물론 커다란 매미나 말벌과 같은 것도 먹는다. 심지어 다른 무당거미속의 거미는 무당벌레나 메뚜기 등을 사냥하기도 한다.
무당거미의 둥지에는 무당거미 뿐만이 아니라 다른 거미도 있을 수 있다. 그 거미는 다른 거미줄에 기생하여 무당거미가 상대하지 않는 작은 곤충을 잡아먹는다.
거의 모든 거미가 독샘이 있듯이 무당거미는 JSTX-3이라는 독을 가지고 있으며 흥분성 신경 전달 물질인 글루타민산을 억제하는 성질이 있다. 그러나 많은 거미의 독이 인간에게 무해하듯이 무당거미의 독은 거의 미량이며 인간에게 해가 되지는 않는다. 그러나 특정한 물질에 알레르기가 있으면 위험할 수 있다. 천적은 대모벌이다.

## 분포
한반도, 일본 (홋카이도 제외), 대만과 중국 대륙에서 서식한다.

## 같이 보기
- 호랑거미